# 郝芳聲
郝芳聲（1619年—1642年），字蕙實，號香宇，山西太原府忻州人，明末清初官员。

## 生平
崇祯十二年（1639年）己卯科山西乡试舉人，十三年（1640年）庚辰科進士，刑部观政，本年授东阿县知县，调滋阳县，有治声，十五年闰十一月殉城，获赠恤。

## 家族
曾祖郝義。祖郝彦通。父郝元亨，庠生。母张氏。俱庆下。伯父郝慎、郝敬（庠生）、郝燦然（庠生）。叔郝𣻷、郝猷。兄蜚聲（庠生）、利仁（贡生）、施仁（庠生）、毓仁（庠生）、弟芳名、芳春、芳桂、三元（庠生）。子翰國、瑞國、翼國。侄郝肖仁，同榜舉人。